# Карола Райнеро
Карола Райнеро (італ. Carola Rainero; нар. 26 квітня 1994) — італійська борчиня вільного стилю та дзюдоїстка, учасниця чемпіонатів світу, Європи та Європейських ігор, срібна призерка Середземноморських ігор з вільної боротьби, срібна та бронзова призерка Кубків Європи із дзюдо серед кадетів.

## Життєпис
Боротьбою почала займатися з 2006 року.
Виступала за Fiamme Oro Polizia. Тренер — Енріке Вальдес (з 2017).

## Спортивні результати на міжнародних змаганнях з вільної боротьби

### Виступи на Чемпіонатах світу
| Змагання                        | Збірна | Вагова категорія          | Місце |
| ------------------------------- | ------ | ------------------------- | ----- |
| Чемпіонат світу з боротьби 2014 | Італія | жіноча боротьба, до 58 кг | 12    |
| Чемпіонат світу з боротьби 2015 | Італія | жіноча боротьба, до 58 кг | 21    |
| Чемпіонат світу з боротьби 2017 | Італія | жіноча боротьба, до 55 кг | 17    |

### Виступи на Чемпіонатах Європи
| Змагання                         | Збірна | Вагова категорія          | Місце |
| -------------------------------- | ------ | ------------------------- | ----- |
| Чемпіонат Європи з боротьби 2013 | Італія | жіноча боротьба, до 59 кг | 8     |
| Чемпіонат Європи з боротьби 2014 | Італія | жіноча боротьба, до 58 кг | 9     |
| Чемпіонат Європи з боротьби 2016 | Італія | жіноча боротьба, до 58 кг | 14    |
| Чемпіонат Європи з боротьби 2017 | Італія | жіноча боротьба, до 58 кг | 12    |
| Чемпіонат Європи з боротьби 2019 | Італія | жіноча боротьба, до 59 кг | 7     |

### Виступи на Європейських іграх
| Змагання              | Збірна | Вагова категорія          | Місце |
| --------------------- | ------ | ------------------------- | ----- |
| Європейські ігри 2015 | Італія | жіноча боротьба, до 58 кг | 10    |

### Виступи на Середземноморських іграх
| Змагання                    | Збірна | Вагова категорія          | Місце  |
| --------------------------- | ------ | ------------------------- | ------ |
| Середземноморські ігри 2018 | Італія | жіноча боротьба, до 57 кг | Срібло |

### Виступи на інших змаганнях
| Змагання                                                         | Збірна | Вагова категорія          | Місце  |
| ---------------------------------------------------------------- | ------ | ------------------------- | ------ |
| Золотий Гран-прі з боротьби 2012 (Кліппан )                      | Італія | жіноча боротьба, до 55 кг | 14     |
| Гран-прі Німеччини з боротьби 2012                               | Італія | жіноча боротьба, до 55 кг | 19     |
| Турнір міста Сассарі з боротьби 2012                             | Італія | жіноча боротьба, до 55 кг | Срібло |
| Henri Deglane Challenge 2012                                     | Італія | жіноча боротьба, до 55 кг | 5      |
| Flatz Open 2013                                                  | Італія | жіноча боротьба, до 55 кг | 13     |
| Гран-прі Німеччини з боротьби 2013                               | Італія | жіноча боротьба, до 59 кг | 16     |
| Золотий Гран-прі з боротьби 2013 (Сассарі)                       | Італія | жіноча боротьба, до 59 кг | Бронза |
| Henri Deglane Challenge 2013                                     | Італія | жіноча боротьба, до 59 кг | Бронза |
| Золотий Гран-прі з боротьби 2014 (Париж)                         | Італія | жіноча боротьба, до 58 кг | 5      |
| Klippan Lady Open 2014                                           | Італія | жіноча боротьба, до 58 кг | 9      |
| Турнір міста Сассарі з боротьби 2014                             | Італія | жіноча боротьба, до 58 кг | Золото |
| Гран-прі Іспанії з боротьби 2014                                 | Італія | жіноча боротьба, до 58 кг | 9      |
| Flatz Open 2015                                                  | Італія | жіноча боротьба, до 58 кг | Бронза |
| Гран-прі Іспанії з боротьби 2015                                 | Італія | жіноча боротьба, до 58 кг | 11     |
| Олімпійський кваліфікаційний турнір з боротьби 2016 (Зренянин)   | Італія | жіноча боротьба, до 58 кг | 7      |
| Олімпійський кваліфікаційний турнір з боротьби 2016 (Улан-Батор) | Італія | жіноча боротьба, до 58 кг | 20     |
| Олімпійський кваліфікаційний турнір з боротьби 2016 (Стамбул)    | Італія | жіноча боротьба, до 58 кг | 12     |
| Турнір міста Сассарі з боротьби 2017                             | Італія | жіноча боротьба, до 55 кг | Золото |
| Турнір міста Сассарі з боротьби 2018                             | Італія | жіноча боротьба, до 57 кг | Золото |
| Відкритий чемпіонат Польщі з боротьби 2018                       | Італія | жіноча боротьба, до 57 кг | 13     |
| Турнір Дана Колова — Николи Петрова 2019                         | Італія | жіноча боротьба, до 57 кг | 13     |
| Турнір міста Сассарі з боротьби 2022                             | Італія | жіноча боротьба, до 57 кг | Золото |

### Виступи на змаганнях молодших вікових груп
| Змагання                                       | Збірна | Вагова категорія          | Місце |
| ---------------------------------------------- | ------ | ------------------------- | ----- |
| Чемпіонат Європи з боротьби серед молоді 2015  | Італія | жіноча боротьба, до 58 кг | 11    |
| Чемпіонат Європи з боротьби серед молоді 2016  | Італія | жіноча боротьба, до 58 кг | 5     |
| Чемпіонат Європи з боротьби серед молоді 2017  | Італія | жіноча боротьба, до 58 кг | 8     |
| Чемпіонат Європи з боротьби серед юніорів 2012 | Італія | жіноча боротьба, до 55 кг | 14    |
| Чемпіонат Європи з боротьби серед юніорів 2013 | Італія | жіноча боротьба, до 59 кг | 13    |
| Чемпіонат світу з боротьби серед юніорів 2013  | Італія | жіноча боротьба, до 59 кг | 20    |
| Чемпіонат Європи з боротьби серед юніорів 2014 | Італія | жіноча боротьба, до 59 кг | 8     |
| Чемпіонат світу з боротьби серед юніорів 2014  | Італія | жіноча боротьба, до 55 кг | 9     |
| Чемпіонат Європи з боротьби серед кадетів 2010 | Італія | жіноча боротьба, до 49 кг | 5     |
| Чемпіонат Європи з боротьби серед кадетів 2011 | Італія | жіноча боротьба, до 52 кг | 7     |
| Чемпіонат світу з боротьби серед кадетів 2011  | Італія | жіноча боротьба, до 52 кг | 21    |